# دراسة هوميرية
الدراسة الهوميرية هي دراسة أي موضوع يتعلق بهوميروس، خاصة الملحمتين الكبيرتين المتبقيتين، الإلياذة والأوديسة. حاليًا، تُعتبر جزءًا من مجال الدراسات الكلاسيكية الأكاديمي. يُعد هذا الموضوع من أقدم المواضيع التعليمية في التاريخ.

## الدراسة القديمة

### التعليقة
التعليقات شروح حفظت في هوامش المخطوطات. يشمل مصطلح «الهامشية» هذه الشروح. بعضها مكتوب بين السطور بحروف صغيرة جدًا. مع مرور الوقت، نُسخت الشروح مع النص الأصلي. عندما نفدت المساحة للناسخ، عمل على ترتيبها في صفحات منفصلة أو أعمال منفصلة. حظيت أعمال هوميروس بشروح كثيفة منذ العصور القديمة.
يبلغ عدد مخطوطات الإلياذة حاليًا (2014) حوالي 1800. أما البرديات الخاصة بالأوديسة فهي أقل عددًا، لكنها تصل إلى العشرات. الجرد غير مكتمل، وتستمر الاكتشافات الجديدة، لكن ليس كل هذه النصوص تحتوي على شروح. لم تُجمع جميع الشروح الهوميرية في مرجع شامل حتى الآن.
اتباعًا لمبدأ الاقتصاد: نظرًا لتخصيص مساحة محدودة للنشر مقابل الأعداد الكبيرة من الشروح، كان على المجمّعين اتخاذ قرارات حول ما هو مهم بما يكفي لتجميعه. حظيت أنواع معينة من الشروح بالتمييز، حيث أن لكل منها سلاسل نسب خاصة بها. لخصت إليانور ديكي أهم ثلاثة أنواع، حددت بالحروف A وbT وD.
A، «الشروح الفينيسية»، هي الشروح الخاصة بمخطوطة «فينيتوس إيه»، وهي مخطوطة هامة للإلياذة تعود إلى القرن العاشر، وتوجد في مكتبة سانت مارك في فينيسيا. تبرز المصادر في نهاية كل كتاب، وهناك أربع مصادر أساسية. يُطلق على النص الأصلي الافتراضي للشروح، وهو مخطوطة من القرن الرابع الميلادي، في الألمانية اسم «تعليق الرجال الأربعة»، الذي يشمل تعليقات أريستونيكوس، وديديموس، وهيروديان، ونيكانور. تُعتبر هذه التعليقات والشروح «نقدية». توجد شروح A في مخطوطات أخرى أيضًا. تحوي فينيتوس إيه على بعض شروح bT.
وصلت شروح bT إلينا من خلال مصدرين: مخطوطة من القرن الحادي عشر تسمى «T»، أو «شروح تاونلاين»، حيث كانت المخطوطة، «تاونلينوس»، جزءًا من مجموعة اللورد تاونلي، ومخطوطة مفقودة، b، وتشمل ذرّيتها المخطوطة المعروفة باسم «فينيتوس بي». تعود مخطوطات bT إلى مخطوطة سابقة تُدعى، c. تُعتبر شروح bT تفسيرية، على عكس الشروح النقدية.
شروح D، أو شروح ديديمي، التي نُسبت خطًا إلى ديديموس، هي أقدم وأكبر مجموعة من الشروح. تظهر بشكل أساسي في مخطوطة Z من القرن التاسع (روما، المكتبة الوطنية) ومخطوطة Q من القرن الحادي عشر، ولكنها توجد أيضًا في بعض المخطوطات الأخرى مثل A وT. اعتبرت سابقًا من عمل العالم ديديموس في القرن الأول قبل الميلاد، ولكنها الآن معروفة بأنها تعود إلى مخطوطات مدرسية من القرنين الخامس والرابع قبل الميلاد، مما يجعلها «أقدم طبقة باقية من الدراسات الهوميرية». تعرف بعض هذه الشروح أيضًا بالشروح الصغرى والشروح الشعبية، حيث يشير الاسم الأول إلى قصر العديد منها. تشمل الشروح غير الصغرى تفسير الأساطير (رمزية)، والحبكات، والتفاسير التي توضح معاني الكلمات الغامضة.
ترتيب الأسبقية والترتيب الزمني لهذه الشروح الخاصة بالإلياذة هو D، A، bT، وأخرى. يتراوح محتوى هذه الشروح من القرن الخامس قبل الميلاد (شروح D) إلى القرنين السابع أو الثامن الميلاديين (شروح bT). ينطبق نفس الترتيب على الأوديسة، باستثناء ندرة شروح A المتعلقة بالإلياذة. لا توجد أعمال مطبوعة تنشر جميع الشروح على الإلياذة والأوديسة، حيث كانت الإصدارات الجزئية فقط ممكنة وفقًا لمبادئ مختلفة.
تم أول نشر للشروح على يد جانوس لاسكاريس عام 1517، إذ احتوى على شروح D. ركزت بعض الأعمال اللاحقة على مخطوطات أو أجزاء منها، أو على نوع معين من الشروح، وأخرى على كتب معينة من الإلياذة أو المصادر. المجاميع الأكبر حديثة نسبيًا، وأحدها الذي أصبح معيارًا هو المرجع المؤلف من 7 مجلدات لشروح A وbT بقلم هارتموت إربسه. رغم حجمه، يُعتبر هذا العمل جزءًا صغيرًا من جميع الشروح المحفوظة.

### الدراسة الكلاسيكية
بحلول الفترة الكلاسيكية، تطور «السؤال الهوميري» إلى محاولة تحديد الأعمال المنسوبة إلى هوميروس. لم يكن هناك شك حول الإلياذة والأوديسة؛ إذ اعتُبرا من تأليف هوميروس. تشير شروح D إلى أنهما كانتا تُدرّسان في المدارس، لكن اللغة لم تعد واضحة بذاتها. هدفت القواميس الموسعة في شروح D إلى سد الفجوة بين اللغة المحكية واليونانية الهوميرية.
تناقضت القصائد نفسها مع الاعتقاد العام بوجود هوميروس وتأليفه لهذه الأعمال. كانت هناك العديد من النسخ المختلفة، والتي لم يكن ينبغي أن توجد وفقًا للاعتقاد بأن هناك مؤلفًا واحدًا. كانت الإجابة الأكثر بساطة هي تحديد أي من النسخ يُرجح أنها تمثل التركيبة الأصلية المفترضة، واعتبار النسخ الأخرى مزيفة، من تأليف شخص آخر.

#### طبعة بيسيستراتوس
يذكر سترابو رواية لـهيريس تتهم بيسيستراتوس، طاغية أثينا (حكم بين 561-527 قبل الميلاد)، أو صولون (638-558 قبل الميلاد)، الأركون والمشرع، بتعديل «قائمة السفن» في الإلياذة لإدراج 12 سفينة من سلاميس في معسكر أثينا، لإثبات أن أثينا كانت تملك سلاميس خلال حرب طروادة. تشير القصة إلى أن بيسيستراتوس أو صولون كان لهما بعض السلطة على النص الرئيسي للإلياذة، رغم أن أثينا في ذلك الوقت امتلكت قوة سياسية محدودة في منطقة بحر إيجة. لم يكن سترابو الوحيد الذي اتهمه؛ فقد اتهمه بلوتارخ أيضًا بنقل سطر من أعمال هسيود إلى الموضع λ630 (الكتاب 11 من الأوديسة).
يروي ديوجينيس لايرتيوس أنه في زمن صولون، كانت الإلياذة تُلقى في تلاوات عامة. نص أحد قوانين صولون على أن يبدأ كل راوي من حيث انتهى الراوي السابق. يمكن تفسير مشاركة مسؤول حكومي في هذه التلاوات بكونها أقيمت في مهرجانات مقدسة برعاية الدولة.
يقول شيشرون إن كتب هوميروس كانت في السابق «مشوشة»، لكن بيسيستراتوس «رتبها» بالشكل الذي كانت عليه حينذاك. يشير تعليق على الإلياذة، الكتاب K، في المخطوطة T، إلى أن بيسيستراتوس «نظمها» في قصيدة واحدة. يبدو أن التراكيب الارتجالية للقصائد القصيرة على موضوع معروف قد دُمجت في عرض مستمر على يد صولون، وحررها لاحقًا بيسيستراتوس.
تشهد عدة شذرات أخرى على وجود نسخة مكتوبة على يد بيسيستراتوس، بعضها موثوق والبعض الآخر لا. تشير بعض المصادر إلى تأسيس مدرسة بيسيستراتوس، بينما تذكر أخرى أن هيبارخوس، ابن بيسيستراتوس، هو من نشر النسخة وأصدر قانونًا يلزم بقراءتها في ألعاب الباناثينايك التي بدأت عام 566 قبل الميلاد، قبل حكم والده الذي بدأ في 561 قبل الميلاد. خلف بيسيستراتوس أبناؤه في الحكم عام 527 قبل الميلاد.
افترض عالم اللغة أوغست فيك حدوث «تحول في الإلياذة الأصلية الأكيانية إلى شكلها الأيوني الحالي». كان يقصد «بالأكيانية» اليونانية الأيولية، و«بالشكل الأيوني» اليونانية الأيونية. بنى نظريته على الاستبدال الجزئي للكلمات الأيونية بالأيولية؛ حيثما كانت الأشكال الأيونية تتناسب مع الوزن الشعري، وهو السداسي التفاعيل الدكتايلي، استبدلت بالأيونية، أما في الحالات التي لم تكن كذلك، فتم الإبقاء على الأشكال الأيولية.